# كونيتيكت صن
كونيتيكت صن (بالإنجليزية: Connecticut Sun)‏ هو فريق كرة سلة أمريكي للمحترفات، تأسس في سنة 1999 يقع مقره في كونيتيكت. يلعب في دوري الاتحاد الوطني لكرة السلة النسائية ووصل إلى النهائي في 2005.

## وصلات خارجية
- الموقع الرسمي